# Nota de crédito
A Nota de Crédito é um documento comercial emitido por um vendedor a um comprador, indicando quantidades, preços e formas de pagamento acordados entre vendedor, o comprador para produtos e serviços, cujo comprador não pagou, não recebeu, ou devolveu.
A Nota de Crédito pode também ser emitida no caso de mercadorias danificadas, erros ou reajustes. Uma Nota de Crédito pode reduzir ou eliminar o montante que o comprador tem de pagar ao vendedor, em relação ao original da factura emitida anteriormente. Na Nota de Crédito geralmente contém: Código, Data, Endereço de faturamento, Endereço de Entrega, Condições de Pagamento, Lista de Produtos com preços e quantidades. Normalmente ela também traz referências a fatura original e pode estar especificada a razão de sua emissão.
O vendedor geralmente emite uma Nota de Crédito para igual ou menor valor do que a factura original, em seguida, reembolsa o dinheiro ao comprador ou abate este Crédito de um saldo devedor de outras possíveis transações do mesmo comprador. Há casos em que o dinheiro não é devolvido, ficando o comprador com "Crédito" com o Vendedor para futuras compras.
Notas de Crédito são freqüentemente chamadas apenas de "Créditos".
Dados do fundo neste documento comercial

1. ↑  «Nota de credito»